# Teletón 2020 (Chile)
La Teletón 2020 fue la trigésima primera versión de la campaña solidaria que se realizó en Chile, la cual buscó recaudar fondos para la rehabilitación de personas con deficiencias motrices. Estaba planificada para llevarse a cabo el 29 y 30 de noviembre de 2019, sin embargo, debido a la crisis social y política en el país, esta versión se realizó el 3 y 4 de abril de 2020 desde el Teatro Teletón. Los lemas oficiales de esta campaña fueron «Todos los días» y, una vez llegada la pandemia de COVID-19, «Te acompaña». El niño «embajador» de esta edición fue Bastián Pinto.
Se caracterizó por realizarse en plena pandemia por coronavirus, llevándose a cabo sin público, en horarios acotados y con la mayoría de los animadores y cantantes presentes de manera virtual, incluyendo el propio Don Francisco. Por lo mismo, debido a las dificultades propias de la pandemia, este año no se impuso una meta a superar, ni tampoco fue el principal objetivo de la campaña, siendo hasta ahora la única ocasión en que esto ha sucedido. La recaudación, sin embargo, superó a la de la edición anterior, con una cifra de $ 34 703 593 204 al cierre de la transmisión,y una recaudación final de $ 39 835 201 003, entregada el día 27 de abril.

## Campaña

### Lanzamiento
El lanzamiento oficial de la campaña se realizó el 3 de septiembre en el Teatro Teletón, donde se presentó el himno de la campaña, que incluye el lema interpretado por Kanela (vocalista de Noche de Brujas) y DrefQuila.
Estuvieron presentes autoridades de Gobierno y rostros de televisión, como Julián Elfenbein, Tonka Tomicic, Carolina de Moras, José Miguel Viñuela, Eduardo Fuentes y Karen Doggenweiler. Además, se efectuó un homenaje a la delegación parapanamericana de Chile, que anotó una actuación histórica en los Juegos Panamericanos de 2019 en Lima, con un total de 34 medallas.

### Gira Teletón
El inicio de la gira estaba originalmente programado para el 13 de noviembre y sería transmitida vía streaming por el sitio web de la Teletón y también vía Facebook Live y YouTube. En su tramo norte, la gira tenía previsto realizar actos en las ciudades de:
- Arica: 13 de noviembre
- Iquique: 14 de noviembre
- Antofagasta: 15 de noviembre
- Calama: 16 de noviembre
- La Serena: 17 de noviembre

Tras un breve descanso, la delegación retomaría su periplo hacia el sur en el llamado «tren de la solidaridad». El tramo comprendía las ciudades de:
- Talca: 20 de noviembre
- Concepción: 21 de noviembre
- Temuco: 22 de noviembre
- Valdivia: 23 de noviembre
- Puerto Montt: 24 de noviembre

El 5 de noviembre la organización señaló que la gira fue cancelada debido a la situación del país producto de las protestas, mientras se evaluaba la postergación del evento.

## Aplazamiento
A pesar de que el gobierno chileno decidiera cancelar las cumbres APEC y COP25 por las protestas acontecidas, y que la final de la Copa Libertadores 2019 se cambió su locación a Lima en vez de Santiago, la Fundación Teletón confirmó la realización de la campaña los días 29 y 30 de noviembre haciendo los resguardos necesarios según el estado de la sociedad chilena. Sin embargo, el 4 de noviembre se sostuvo una reunión entre la fundación, organizadores y los ejecutivos de los canales de televisión evaluando la postergación del evento para abril de 2020. La organización argumentó que no se han grabado los anuncios publicitarios, y la cena de Don Francisco con los participantes de la campaña fue cancelada junto con la Gira Teletón.
No obstante, el 7 de noviembre de 2019, la organización decidió suspender el evento hasta el 3 y 4 de abril de 2020. Esto se dio en medio de la crisis social y política que afecta al país.
La organización envió el siguiente comunicado:

"Queremos comunicarles que desde hoy comenzamos a trabajar en una nueva campaña que culminará  el 3 y 4 de abril de 2020. Nosotros, debemos seguir apoyando a las 30 mil familias que se atienden actualmente en Teletón y sus 1.000  trabajadores, desde Arica a Coyhaique."

El 23 de enero de 2020, los organizadores anunciaron que por motivos de seguridad se cancela el segmento de cierre en el Estadio Nacional, hecho que solo había ocurrido en la edición de 2014 debido a malas condiciones climáticas. El cierre de la campaña cambaría de ubicación, barajando como opciones el Movistar Arena o el Teatro Teletón.
El 13 de marzo de 2020, la Fundación Teletón confirmó que no se suspenderá la campaña debido a la pandemia de coronavirus y se realizará en el Teatro Teletón el 3 y 4 de abril.
El 16 de marzo de 2020, Don Francisco confirmó en Buenos días a todos de TVN que la Teletón que se va a realizar el 3 y 4 de abril será sin artistas internacionales en el escenario, sin público, con varios segmentos grabados y con donaciones digitales. Además, el evento cambió su objetivo, pasando a segundo plano la meta económica y buscando la unión debido a la situación sanitaria del país.
Sin embargo, a pesar del protocolo de pandemia del COVID-19, esta edición de igual manera se hizo por 27 horas y se emitió el viernes 3 desde las 22:00 hasta las 3:30, continuando a la mañana del sábado 4, donde hubo una "matinatón" infantil desde las 9:00 hasta las 12:00 h, después un bloque humorístico de 19:00 a 20:00, para, después de la emisión de los respectivos noticieros de cada canal, reanudarse en la noche desde las 21:00 hasta las 2:00 en su recta final.
A partir de esta Teletón, la señal máster de la transmisión oficial está a cargo en forma neutral la empresa TVTEL (en 2022 cambia de nombre a Vivaro video), por lo que dicha empresa les envía vía satélite a cada canal asociado a ANATEL la señal oficial, con este cambio Canal 13 dejó de ser la señal máster oficial histórica, en donde el resto de los canales solo se enganchaban con la señal de Canal 13 para la transmisión en cadena de la cruzada.[cita requerida]
También esta edición es la primera donde el Banco de Chile, no abrió sus sucursales, realizando las donaciones 100% digital.

## Transmisión
La transmisión del evento se realiza en conjunto por todos los canales de televisión agrupados en ANATEL: 
- Telecanal
- La Red
- TV+
- TVN/TV Chile
- Mega
- Chilevisión
- Canal 13/13i
- Telenorte
- TVR

El evento también fue transmitido en vivo por el canal oficial de Radio Portales en YouTube.

### Radios
- ADN Radio Chile
- Radio Agricultura
- Radio Bío-Bío
- Radio Cooperativa
- Radio Portales
- Radioactiva
- Candela FM
- Radio Carolina
- Radio La Clave
- Radio Concierto
- Los 40
- Disney Chile
- Radio Imagina
- Radio Pudahuel
- Rock & Pop
- Play FM
- Sonar FM
- Tele13 Radio
- Radio Festival

## Matinatón
Por quinta versión consecutiva, se realizó desde las 10:00 hasta las 10:45 del viernes 3 de abril la «Matinatón». Los programas matinales Bienvenidos (Canal 13), Buenos días a todos (TVN), Mucho gusto (Mega), Contigo en la mañana (Chilevisión) y Hola Chile (La Red) se juntaron en las horas previas a la cruzada solidaria para realizar este bloque especial junto con Don Francisco. En ello, se dio un discurso entre todos los animadores presentes para motivar las donaciones digitales en la jornada solidaria de emergencia.

## Programación
| Horario                                  | Bloque             | Contenido y presentaciones musicales |
| ---------------------------------------- | ------------------ | --- |
| 22:00 - 03:30                            | Obertura           | Con un saludo de la televisión chilena por parte de Anatel comienza la edición número 31 de la cruzada solidaria. Acto seguido, Mario Kreutzberger entregó su discurso inicial desde su casa, donde guarda cuarentena, y en la que hace un llamado al país a colaborar y de lo importante que ha sido la campaña durante los 42 años de existencia. En el Teatro se encontraba un número mínimo de animadores y técnicos, comandados por Julián Elfenbein y José Miguel Viñuela. El humor quedó a cargo de Stefan Kramer, con una presentación desde su casa que incluyó un video de sus más reconocidos personajes, replicando una videoconferencia a través del sistema Zoom Video. |
| Programación de cada canal (03:30-09:00) |                    | |
| 09:00 - 12:00                            | Matinatón Infantil | Desde el estudio de Bienvenidos de Canal 13, Sergio Lagos y Millaray Viera revisaron y recordaron diversas presentaciones en los bloques infantiles de los últimos años. Además, se recordaron historias como la de Matías Torres, Vicente Jopia y Florencia Catalán, Embajadores de la Teletón 2014, 2016 y 2018. |
| Programación de cada canal (12:00-19:00) |                    | |
| 19:00 - 20:00                            | Humor en Teletón   | Desde el Teatro Teletón y con la conducción de Juan Pablo Queraltó y Karen Bejarano. Este fue un espacio cedido por los canales de televisión pasado el mediodía del sábado, y que tuvo como fin recordar diversas presentaciones de humor que fueron éxito en teletones pasadas. |
| Noticieros de cada canal (20:00-21:00)   |                    | |
| 21:00 - 02:00                            | Cierre             | Bloque de clausura de la campaña solidaria en el Teatro Teletón, en la cual se repasaron las mejores presentaciones que se han realizado en años anteriores en el Estadio Nacional. Adicionalmente, se entregaron las donaciones más importantes. Conducido por Mario Kreutzberger, desde su casa, y con Luis Jara y Eduardo Fuentes desde el Teatro. Este bloque tuvo una duración real de 5 horas y 30 minutos debido a que por primera vez la fecha de desarrollo del evento coincidió con un cambio de hora, en el cual los relojes se atrasaron en 60 minutos debido al inicio del horario de invierno a las 00:00 del día 5 de abril.                                           |

## Participantes
| Las presentaciones de los artistas fueron virtuales. - Myriam Hernández - Américo - Luis Jara - Andrés de León - María Colores - Paloma Soto - Mario Guerrero - Carolina Soto - Jordan - Douglas - La Otra Fe - Beto Cuevas - Don Rorro - Magdalena Müller - Alejandro Sanz - Becky G - Carlos Vives - David Bisbal - Juanes - Luis Fonsi - Luciano Pereyra - Paulina Rubio - Prince Royce - Ricardo Montaner - Yuri - Franco de Vita - José Luis Rodríguez | Los presentadores que participaron del evento televisivo fueron los siguientes: | Mesa digital De forma virtual Benjamín Vicuña Christiane Endler Fernando Godoy Ángeles Araya Titi García Huidobro Óscar Álvarez "Oscarito" Mónica Rincón Fernanda Fuentes De forma presencial Angélica Castro Daniel Fuenzalida Ignacia Antonia Gino Costa Sensual Spiderman Kika Silva Cristián de la Fuente Carmen Gloria Arroyo Yamila Reyna Juan Pablo Queraltó Eduardo de la Iglesia Karen Bejarano |

## Recaudación

### Cómputos parciales
En esta edición, y tal como se hizo desde 2004 hasta 2014, se retomó el antiguo sistema en cuanto al aporte total de las empresas auspiciadoras de la Teletón. Es decir, la donación de todas las empresas ingresó de manera conjunta en el primer cómputo. Esto se debió a que los auspiciadores de esta versión efectuaron sus donaciones a finales de 2019 para mitigar las consecuencias de la postergación del evento.
| Hora           | Monto en pesos | Monto en dólares | Monto en euros |
| -------------- | -------------- | ---------------- | -------------- |
| 22:25          | 5 500 000      | 6 381 324,76     | 5 887 390,28   |
| 23:09          | 5 930 488 906  | 6 880 795,58     | 6 348 200,50   |
| 00:15          | 8 252 501 577  | 9 574 889,58     | 8 833 763,20   |
| 01:16          | 9 593 346 763  | 11 130 592,96    | 10 269 050,27  |
| 02:09          | 11 031 331 851 | 12 799 002,02    | 11 808 319,26  |
| 03:33          | 11 328 797 075 | 13 144 133,33    | 12 126 736,33  |
| 09:52          | 11 485 729 553 | 13 326 212,80    | 12 294 722,28  |
| 10:51          | 11 976 905 117 | 13 896 094,76    | 12 820 493,60  |
| 11:40          | 12 946 707 512 | 15 021 299,14    | 13 858 603,63  |
| 19:22          | 17 227 883 403 | 19 988 494,36    | 18 441 322,42  |
| 21:17          | 19 330 525 193 | 22 428 065,29    | 20 692 062,93  |
| 22:22          | 21 642 333 580 | 25 110 319,86    | 23 166 702,61  |
| 23:17          | 24 962 145 168 | 28 962 100,93    | 26 720 343,79  |
| Cambio de hora |                |                  |                |
| 23:26          | 31 725 677 682 | 36 809 427,75    | 33 960 262,99  |
| 01:30          | 34 703 593 204 | 40 264 527,03    | 37 147 926,79  |
| 27 abr.        | 39 835 201 003 | 46 218 428,10    | 42 640 977,30  |

### Aportes de marcas auspiciadoras
En esta versión fueron 20 los auspiciadores de la campaña. El total de las donaciones de las empresas, realizadas a finales de 2019, ascendió a $5.500.000.000, dichos dineros alcanzaron a cubrir los gastos de la fundación hasta abril de 2020, durante la transmisión televisiva mostraron de forma virtual lo que cada empresa donó en esa fecha.
| Empresa         | Giro                     | Monto en pesos    | Monto en dólares  | Monto en euros    |
| --------------- | ------------------------ | ----------------- | ----------------- | ----------------- |
| Banco de Chile  | Banco                    | $ 1 850 000 000   | $ 2 146 446       | € 1 980 304       |
| Babysec         | Pañales                  | $ 509 562 540     | $ 591 215         | € 545 453         |
| Confort         | Papel higiénico          | $ 509 562 540     | $ 591 215         | € 545 453         |
| Cotidian        | Pañales para adultos     | $ 509 562 540     | $ 591 215         | € 545 453         |
| LadySoft        | Toallas femeninas        | $ 509 562 540     | $ 591 215         | € 545 453         |
| Nova            | Papel absorbente         | $ 509 562 540     | $ 591 215         | € 545 453         |
| Cachantún       | Agua mineral             | $ 864 122 469     | $ 1 002 590       | € 924 987         |
| Bilz y Pap      | Gaseosa                  | $ 864 122 469     | $ 1 002 590       | € 924 987         |
| Cerveza Cristal | Cerveza                  | $ 864 122 469     | $ 1 002 590       | € 924 987         |
| Watt's          | Néctar                   | $ 864 122 469     | $ 1 002 590       | € 924 987         |
| Claro           | Telecomunicaciones       | $ 343 317 680     | $ 398 331         | € 367 499         |
| Colún           | Productos lácteos        | $ 211 600 000     | $ 245 507         | € 226 504         |
| Copec           | Gasolinera               | $ 430 000 000     | $ 498 904         | € 460 287         |
| Enel Chile      | Energía eléctrica        | $ 330 000 000     | $ 382 879         | € 353 243         |
| LATAM Airlines  | Aerolíneas               | No fue presentado | No fue presentado | No fue presentado |
| Omo             | Detergentes              | $ 148 400 000     | $ 172 180         | € 158 852         |
| Ripley          | Tiendas por departamento | No fue presentado | No fue presentado | No fue presentado |
| Soprole         | Productos lácteos        | $ 374 000 000     | $ 433 930         | € 400 343         |
| Superior        | Bolsa de basura          | $ 376 431 620     | $ 436 751         | € 402 945         |
| Té Supremo      | Té                       | $ 376 431 620     | $ 436 751         | € 402 945         |
| Total           | Total                    | $ 5 500 000 000   | $ 6 381 325       | € 5 887 390       |

### Tareas
La tareas de esta versión fueron las siguientes:
| Empresa    | Descripción | Estado  |
| ---------- | --- | ------- |
| Bilz y Pap | Teletón, el Ministerio del Medio Ambiente y CCU lanzaron la tarea “Familias Reciclando en #ModoBilzYPap”, que en el marco de la campaña Teletón busca fomentar el reciclaje y reutilización de botellas plásticas. Esta tarea, que antes se llamó “27 toneladas de amor” y que se ha transformado en la mayor cruzada de reciclaje del país. Debido a la emergencia sanitaria, este año la tarea Bilz y Pap no considera llevar las botellas plásticas a puntos limpios ahora, sino que hacerlo cuando sea posible. La invitación es a que las familias realicen actividades juntas reutilizando de forma entretenida sus botellas y después compartan en redes sociales las fotos de sus creaciones e ideas, etiquetando a @bilzypap.cl y utilizando el #ModoBilzYPap. A las 23:39 h del 4 de abril se confirma que superan la meta, y gran parte de la campaña se hizo con fotos de reciclajes hechos desde sus casas y subidas a las redes sociales de Bilz y Pap, se logró subir 3750 fotos en el Instagram de Bilz y Pap. | Logrado |